# مرجان‌های کاهویی
مرجان‌های کاهویی (نام علمی: Agariciidae) نام یک تیره از راسته مرجان‌های سنگی است.